# Star People
Star People è un album di Miles Davis, pubblicato nel 1983 che raggiunse la quarta posizione nella classifica Jazz Albums statunitense.

## Tracce
1. Come Get It – 11:03
2. It Gets Better – 10:09
3. Speak – 8:38
4. Star People – 18:50
5. U'n'I – 5:58
6. Star On Cicely – 4:30

## Formazione
- Miles Davis - tromba, tastiere
- John Scofield - chitarra elettrica
- Mike Stern - chitarra elettrica
- Bill Evans - sax tenore & soprano
- Tom Barney - basso elettrico
- Mino Cinelu - percussioni
- Al Foster - batteria
- Marcus Miller - basso elettrico fender
- Gil Evans - arrangiamenti